# Colin Morgan
Colin Morgan, född 1 januari 1986 i Armagh, Nordirland, är en brittisk skådespelare. Han har medverkat i BBC:s TV-serie Merlin där han spelar Merlin. Serien har visats i flera länder, bland annat har Sveriges television visat den i Sverige.

## Filmografi

### Film
- Island
- Parked
- Testament of Youth
- Legend
- The Laughing King
- The Huntsman: Winter's War
- Waiting for You
- The Happy Prince
- Benjamin
- Genuine Fakes
- Belfast

### TV serier
- The Catherine Tate Show
- Doctor Who
- Merlin
- Merlin: Secrets and Magic
- The Real Merlin and Arthur
- Colin & Bradley's Merlin Quest
- Quirke
- The Fall
- Humans
- The Living and the Dead
- The Crown
- Three Families
- 2024 – Dead and Buried (TV-serie)

### Teater
| År        | Titel                                   | Roll          | Teater              |                        |
| --------- | --------------------------------------- | ------------- | ------------------- | ---------------------- |
| 2007      | All About My Mother                     | Esteban       | Old Vic Theatre     |                        |
| 2007      | Vernon God Little                       | Vernon Little | Young Vic Theatre   |                        |
| 2008      | A Prayer for My Daughter                | Jimmy         | Young Vic Theatre   |                        |
| 2011      | Our Private Life                        | Carlos        | Royal Court Theatre |                        |
| 2012      | The Twenty Four Musicals Celebrity Gala | Gary          | Old Vic Theatre     |                        |
| 2013      | The Tempest                             | Ariel         | Shakespeare's Globe |                        |
| 2013–2014 | Mojo                                    | Skinny Luke   | Ian Rickson         | Harold Pinter Theatre  |
| 2017      | Gloria                                  | Dean/Devin    | Michael Longhurst   | Hampstead Theatre      |
| 2018      | Translations                            | Owen          | Ian Rickson         | Royal National Theatre |
| 2019      | All My Sons                             | Chris Keller  | Jeremy Herrin       | Old Vic Theatre        |
| 2020      | A Number                                | B1/B2/Michael | Polly Findlay       | Bridge Theatre         |